# Altıeylül
Altıeylül (deutsch: Sechster September) ist ein Landkreis der türkischen Provinz Balıkesir und gleichzeitig ein Stadtbezirk der Büyükşehir belediyesi (Großstadtgemeinde) Balıkesir. Nachdem die Provinzhauptstadt 2012 zur Büyükşehir belediyesi erklärt war, wurde der ehemalige zentrale Landkreis in zwei neue İlçe aufgeteilt, wovon der südliche Altıeylül ist und der nördliche Karesi. 
Altıeylül grenzt im Norden an Karesi, im Osten an Kepsut, Bigadiç und Sındırgı, im Süden an die Provinz Manisa und im Westen an Savaştepe und İvrindi. Im Norden gehört die Südhälfte der Hauptstadt zum Landkreis, etwa bis zur die Stadt durchquerenden Fernstraße D-230. Vom Stadtgebiet nach Süden führt die Fernstraße D-565 nach Manisa. Südöstlich des Stadtgebiets liegt der Flughafen Balıkesir Merkez Havaalanı. Der Fluss Nergis Çayı fließt von Süden nach Osten durch den Bezirk, er wird im Südosten zum İkizcetepeler Barajı aufgestaut.
Der Landkreis/Stadtbezirk wurde durch das Gesetz Nr. 6360 beschlossen und setzte sich aus den vorhandenen 13 Mahalles und 81 Dörfern (Köy) zusammen, die 2013 zu Mahalles umgewandelt wurden. Diese waren bis Ende 2012 in drei Bucaks organisiert: Ertuğrul (19), Konakpınar (24) und 38 Dörfer des zentralen Bucak (Merkez).
Der Name Altıeylül bezieht sich auf den 6. September 1922, als türkische Truppen im Unabhängigkeitskrieg Balıkesir von den Griechen zurückeroberten. Die Belediye (Gemeinde) wurde (lt. Stadtlogo) 2014 gegründet.